# Porcieda

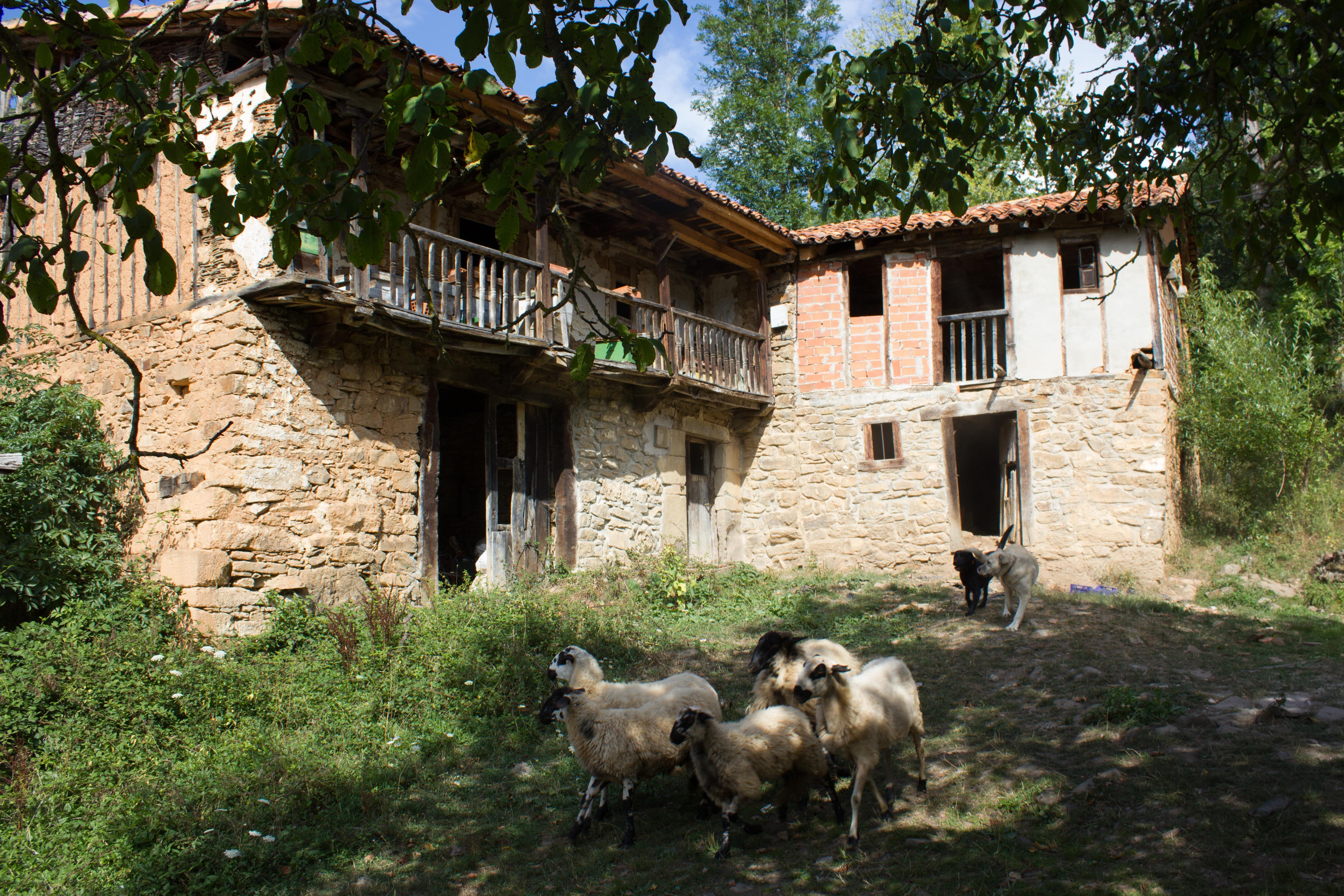
Plaza del pueblo abandonado de Porcieda.

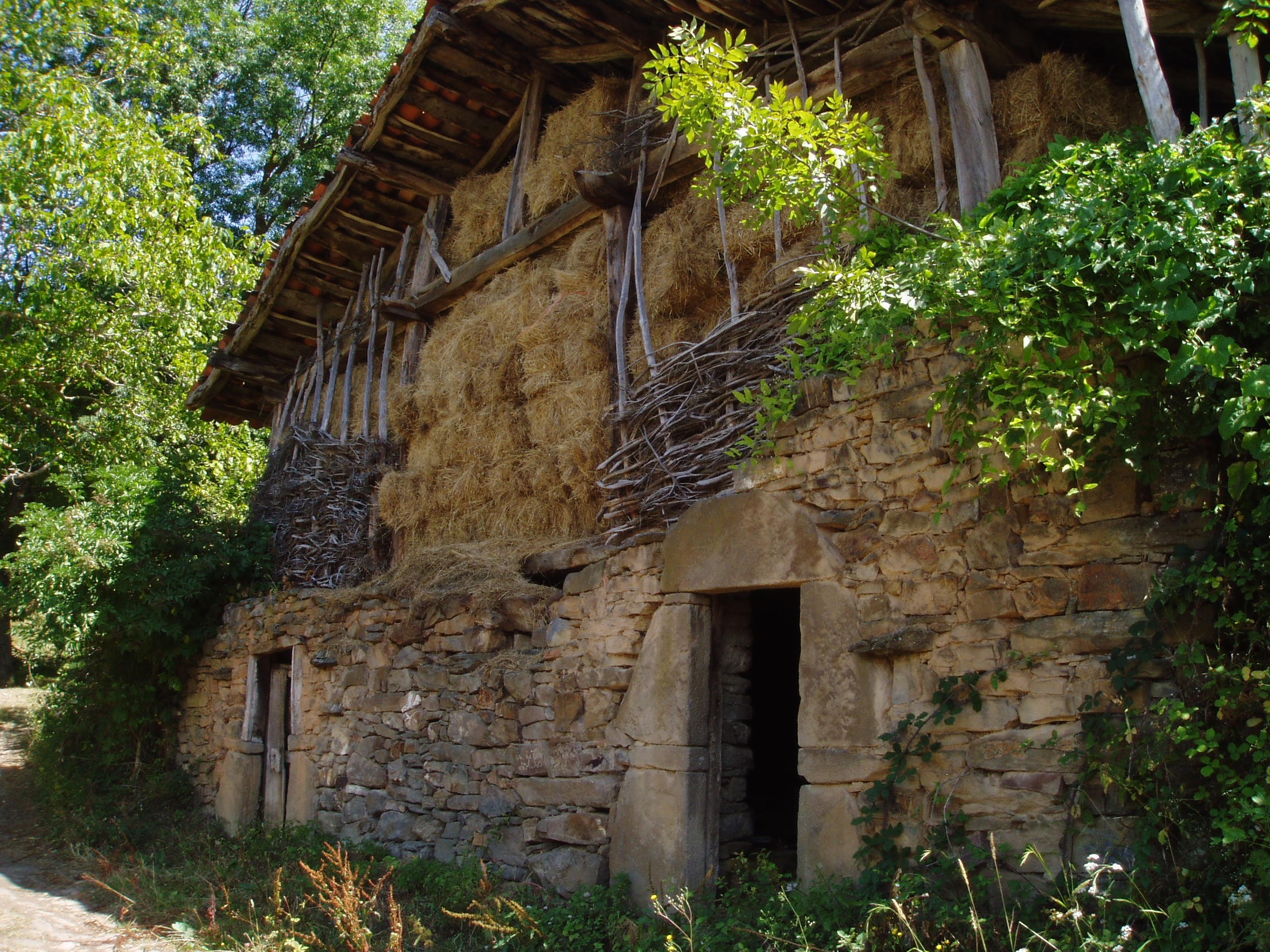
Vivienda con pajar en Porcieda.

Porcieda es un pequeño pueblo abandonado cercano a la localidad de Tudes, perteneciente al municipio de Vega de Liébana (Cantabria, España).

## Naturaleza
Para acceder a él se atraviesa el arroyo de Quemadinas y en sus proximidades está el alcornocal más extenso de la comarca, el de Tolibes.

## Historia
Sus primeras referencias datan del año 961 y está deshabitado desde hace más de 20 años. Albergó un monasterio dedicado al apóstol Santiago y está atravesado por el Camino de Santiago del Norte, también llamado Ruta Vadiniense. Antiguamente era la penúltima parada del "Camino Leonés" antes de llegar a su destino, el cercano Monasterio de Santo Toribio de Liébana.

## Arquitectura y patrimonio
Debido a su situación de abandono, es uno de los mejores conjuntos de la arquitectura rural de la comarca de Liébana. Tiene buenos ejemplos de la arquitectura tradicional cántabra.

### Ruinas del monasterio de Santiago
Sus ruinas están situadas siguiendo la ruta hacia Potes. Las primeras noticias del monasterio se remontan al siglo XV, aunque su origen es anterior. Una bula papal del año 1403 concede la fundación de un convento de Frailes Menores Franciscanos en el lugar de Porcieda. No está claro que perteneciera al monasterio de Santo Toribio, aunque éste poseía tierras en la zona. La iglesia, de estilo gótico, tenía una nave rectangular con dos tramos, separada por un arco del ábside, cuadrado y con bóveda de cañón, cuyos arranques pueden verse todavía, así como los restos de una ventana en el muro sur. La puerta de acceso estaba en el sur, próxima a los pies, en el segundo tramo de la nave. Se conservan restos de los muros de varias dependencias del recinto, que dejó de utilizarse en el siglo XVI.

### Ermita de Nuestra Señora de las Nieves

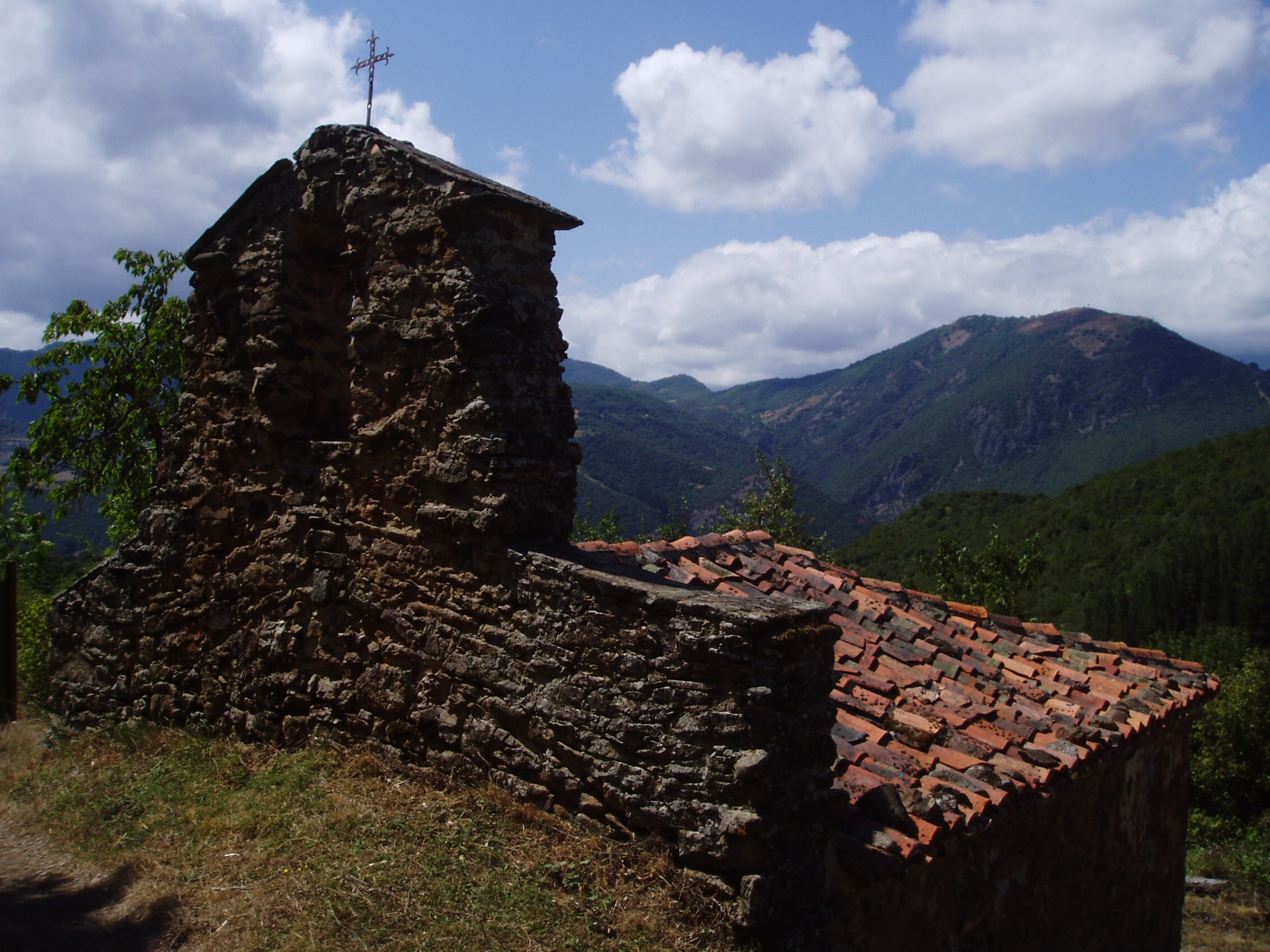
Ermita de Nuestra Señora de las Nieves.

En el pueblo también se encuentra la pequeña ermita barroca de Nuestra Señora de las Nieves. Data de 1752 y sus muros son de mampostería, tiene cubierta de madera y el tejado es a tres aguas, siendo su planta rectangular. La entrada está en el hastial y en la cabecera hay una pequeña espadaña. En el interior hay un retablo moderno con una imagen de la Virgen con el niño Jesús de pie. Se celebra su fiesta el 5 de agosto.